# ألفرد راسيل
ألفرد راسيل (بالإنجليزية: Alfred Russell)‏ هو رسام أمريكي، ولد في 27 مايو 1920، وتوفي في 22 سبتمبر 2007.